# Farthing

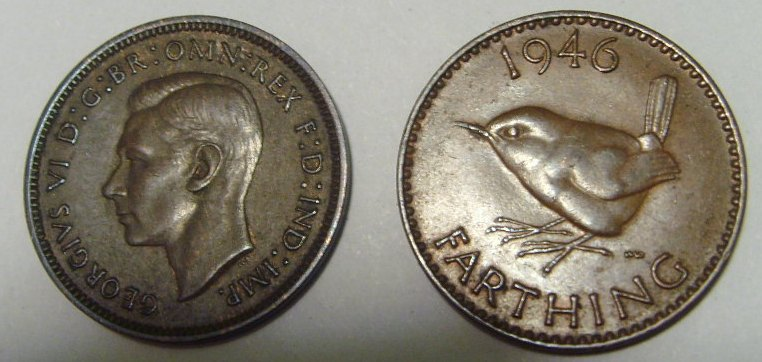
Farthing wybity w 1946 r.

Farthing – moneta brytyjska o równowartości 1/4 pensa, czyli 1/960 funta szterlinga, będąca w obiegu przed wprowadzeniem systemu dziesiętnego. 

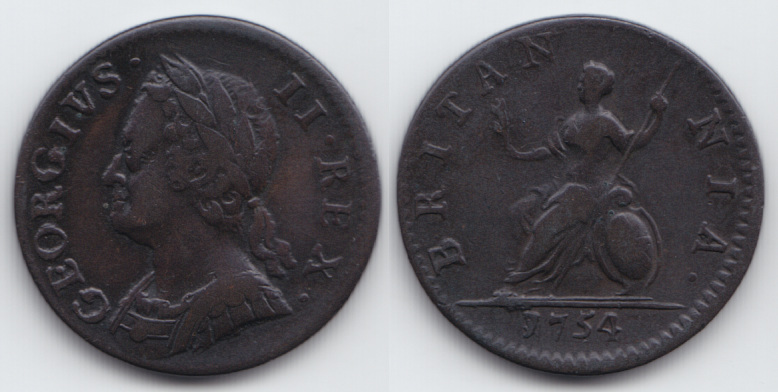
Farthing, 1754 r. Jerzy II.

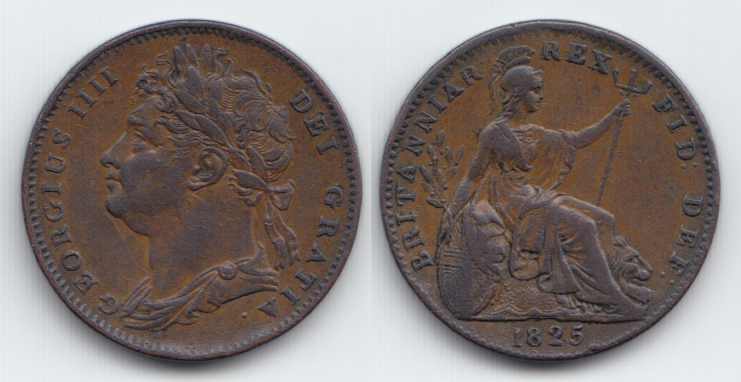
Farthing, 1825 r. Jerzy IV.

Pierwsze farthingi zostały wybite w srebrze za panowania Henryka III w pierwszej połowie XIII wieku. Zawartość srebra w monetach z czasem malała. W pierwszej połowie XVI wieku, srebrne farthingi miały 8-10 milimetrów średnicy i ważyły 0,15-0,20 grama. Ostatnie monety tego typu zostały wybite za panowania Edwarda VI w latach 1551-1553. W tym samym czasie, monety półpensowe wybite ze srebra słabej próby pełniły funkcję farthingów.

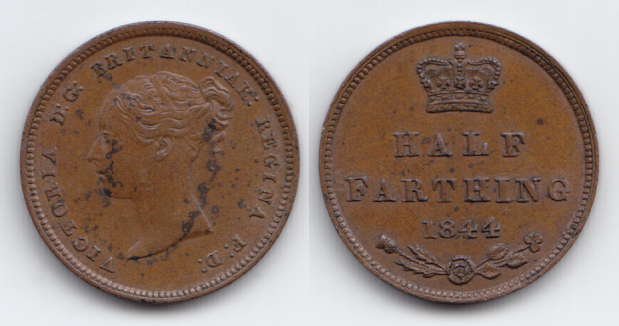
1/2 farthinga (Half Farthing), 1844 r. Wiktoria.

Kolejne farthingi pojawiły się dopiero w 1672. Od tego czasu aż do 1864 były bite w miedzi. Wyjątek stanowią emisje cynowe z lat 1684-1692. Dwa ostatnie roczniki miedzianych monet ćwierćpensowych, 1860 i 1864, zostały wybite w niewielkiej ilości i nie były przeznaczone do obiegu. Wszystkie miedziane farthingi wycofano z końcem 1869.
W 1860 rozpoczęto bicie farthingów w brązie - stopie bardziej odpornym na ścieranie. Stan ten trwał aż do końca emisji nominału w 1956. Brązowe farthingi zostały wycofane z obiegu z końcem 1960.
Roczniki 1672-1936 przedstawiają na rewersie personifikację Brytanii, natomiast te z lat 1937-1956 - strzyżyka.
Wydawano także monety o niższym nominale, które nie były emitowane w sposób ciągły, ich nakład był zazwyczaj niski i przeznaczone były głównie do obiegu w koloniach brytyjskich. Należą do nich:
- 1/2 farthinga (1828-1856), początkowo bite dla Cejlonu, od 1842 dopuszczone do obiegu w Wielkiej Brytanii, w obiegu do końca 1869,
- 1/3 farthinga (1827-1913), bite dla Malty jako odpowiednik dawnego grano, nie były w obiegu w Wielkiej Brytanii,
- 1/4 farthinga (1839-1853), bite dla Cejlonu, nie były w obiegu w Wielkiej Brytanii[4].